# Gliscor
Gliscor (Japans: グライオン, Guraion?, Glion in officiële Japanse taal versies) is een van de honderden Pokémon. Hij is een Pokémon uit de vierde generatie en de geëvolueerde vorm van Gligar.
Gliscor is een schorpioen Pokémon die ook wat overeenkomsten heeft met een vleermuis. Hij hangt ondersteboven aan een tak terwijl hij zijn prooi observeert. Gliscor is van het grond/vlieg type waardoor hij immuun is voor elektrische en grondaanvallen. Hierdoor heeft hij wel een dubbele zwakte voor ijsaanvallen (net zoals Torterra en Garchomp).
Door levels te stijgen kan Gliscor alleen maar fysieke en status veranderende aanvallen leren. Speciale aanvallen kan hij alleen maar leren door tm's en hm's. Zijn hoogste beginstatus is zijn verdediging.
In de Anime vangt Paul een Gliscor, die de leiding had over een groep Gligars. De Gligar van Ash evolueert uiteindelijk in Gliscor.